# Colapso de un edificio en Savar en 2013
El colapso del edificio conocido como Rana Plaza se produjo el 24 de abril de 2013 cuando el bloque de ocho pisos se derrumbó en Savar, un distrito de Daca, capital de Bangladés. Murieron 1134 personas y otras 2437 resultaron heridas. El edificio, que contenía fábricas de ropa, un banco y varias tiendas, se derrumbó durante la hora punta de la mañana tras haberse ignorado las advertencias de que debía desalojarse el edificio después de haberse descubierto grietas el día anterior.

## Cronología de los hechos

### Antecedentes
El edificio, conocido como Rana Plaza, era propiedad de uno de los dirigentes del partido gobernante Liga Awami, Sohel Rana y alojaba cuatro fábricas de ropa independientes que empleaban a unas 5.000 personas. Fue también sede de un gran número de tiendas y de un banco. Las fábricas producían prendas de vestir para marcas como Benetton, The Children's Place, DressBarn, Mango, Monsoon, Inditex y Primark, así como para empresas de distribución como El Corte Inglés.

### Aparición de grietas el día 23 y derrumbamiento el 24 de abril
A pesar de que se había pedido el desalojo del edificio después de descubrir grietas de envergadura el 23 de abril de 2013, los dueños de las fábricas hicieron caso omiso y exigieron a muchos trabajadores de la confección que volvieran a trabajar al día siguiente, declarando que el edificio era seguro. Algunos trabajadores dijeron que las grietas eran muy graves, tan graves que la aparición de las mismas fue noticia en varios canales de noticias locales. El edificio se derrumbó en torno a las 09:00 a. m., dejando sólo la planta baja intacta. Un bombero dijo que en el edificio podría haber alrededor de 2.000 personas cuando se produjo el colapso, uno de los sobrevivientes indicó que podrían haber sido hasta 5.000 trabajadores. Un residente del local describió la escena como si "de un terremoto se tratara".

### Víctimas
Uno de los sitios web de la fábrica de ropa indica que más de la mitad de las víctimas fueron mujeres, junto con sus hijos, que se encontraban en las instalaciones de guardería dentro del edificio.

## Causas de la pobreza y de accidentes laborales en Bangladés
Para Vicenç Navarro el problema mayor que tiene Bangladés -según las estadísticas internacionales el país más pobre del mundo junto con Haití- no es la falta de recursos, sino el control sobre estos recursos. Navarro señala que Bangladés no puede considerarse un país pobre, aunque la inmensa mayoría de sus habitantes lo sea. El problema es que la oligarquía terrateniente -el 16% de los propietarios de tierra controlan el 60% de toda la tierra-, produce alimentos que exportan a los países llamados desarrollados consolidando una estructura agrícola que provoca un número importante de población misérrima que acaba emigrando del medio rural a las ciudades donde es explotada -en condiciones económicas, laborales y de seguridad penosas- en las distintas manufacturas e industrias urbanas, entre ellas la textil. El poder político responde únicamente a los intereses de los terratenientes rurales y los empresarios urbanos, sectores que producen según las demandas exteriores sin atender las necesidades de la población de Bangladés.
Según Navarro, la desgracia del Rana Plaza, ubicado a 29 kilómetros de Daca, es uno más de los accidentes que se producen en Bangladés. Desde 2005 han muerto más de setecientos trabajadores solamente provocados por incendios en fábricas, el último incendio se produjo en la fábrica textil de Tazreen el 24 de noviembre de 2012. El edificio Rana Plaza es propiedad de Sohel Rana, uno de los dirigentes del partido gobernante Liga Awami. Pocos días después del colapso de la fábrica, 20.000 trabajadores de fábricas cercanas a la que se derrumbó se manifestaron en protesta. Fueron duramente reprimidos.

## Acuerdos posteriores
Ante la magnitud del colapso del edificio Rana Plaza y la presión ejercida por sindicatos internacionales como IndustriALL Global Union y UNI Global Union, junto con organizaciónes como la Campaña Ropa Limpia y el Consorcio de Derechos de los Trabajadores, se promovió la creación de un acuerdo internacional destinado a mejorar la seguridad en las fábricas textiles de Bangladés. Varías empresas firmaron un acuerdo que, sobre el papel, prevé inspecciones independientes, capacitación y medidas de seguridad. El gran número de muertes y accidentados ha repercutido mucho en el mundo de la moda, haciendo que varías empresas firmarán el acuerdo, en pro de sus trabajadores de Bangladesh que sirvió como un paso más a la seguridad laboral en ese país. Sin embargo, no todas las empresas firmaron ese acuerdo.

### Empresas que han firmado el acuerdo de prevención
Las marcas que han firmado el acuerdo son las siguientes: H&M, Inditex, C&A, PVH, Tchibo, Tesco, Marks & Spencer, Primark, El Corte Inglés, jbc, Mango, Carrefour, KiK, Helly Hansen, G-Star, Aldi, New Look, Mothercare, Loblaws, Sainsbury’s, Benetton, N Brown Group, Stockmann, WE Europe, Esprit, Rewe, Next, Lidl, Hess Natur, Switcher, A&F.

### Empresas que no han firmado el acuerdo de prevención
Fast Retailing  (fabrica artículos de ropa y complementos para  Uniqlo y Theory) GAP y Wal-Mart tampoco han firmado el acuerdo.